# Parenti
Parenti är en ort och kommun i provinsen Cosenza i regionen Kalabrien i Italien. Kommunen hade 2 124 invånare (2018).